# Mordechaj Zilberberg
Mordechaj Zilberberg (ur. w Kaliszu, zm. 25 czerwca 1943 w Częstochowie) – żydowski działacz ruchu oporu podczas II wojny światowej.

## Życiorys
Urodził się w Kaliszu w religijnej i ubogiej rodzinie żydowskiej. Od najmłodszych lat pracował na utrzymanie rodziny. We wrześniu 1939 roku został zmobilizowany do Wojska Polskiego. Dostał się do niewoli niemieckiej, skąd uciekł do Warszawy, a następnie do Częstochowy. Początkowo działał po aryjskiej stronie, jednak w grudniu 1942 roku przeszedł do częstochowskiego getta, aby zjednoczyć organizacje podziemne i utworzyć jedną silną, zdolną przeciwstawić się nazistom. Został mianowany jej dowódcą. Koordynował czynności w getcie i w lasach. Został ranny podczas próby zdobycia broni, udało mu się wrócić do getta. Zginął w 25 czerwca 1943 roku, gdy Niemcy zaatakowali centralny bunkier, w którym przebywał.